# Guillermo Moncada
José Guillermo Moncada Veranes (Santiago di Cuba, 25 giugno 1841 – Songo-La Maya, 5 aprile 1895) è stato un generale cubano.
Soprannominato "Guillermón", è stato uno dei 29 generali cubani dell'esercito di liberazione che hanno partecipato alla guerra d'indipendenza cubana, oltre ad aver partecipato alle due guerre precedenti. Divenne un eroe popolare cubano, famoso anche per aver posto fine agli affari del cacciatore di schiavi Miguel Pérez Céspedes. Fu un abile ufficiale nelle tre guerre contro la Spagna (1868–1878, 1879–1880, 1895–1898).
Il suo nome divenne nuovamente noto nella storia rivoluzionaria cubana il 26 luglio 1953, quando la caserma - intitolata a suo nome - fu attaccata da un gruppo di rivoluzionari guidati da Fidel Castro, evento noto come assalto alla caserma Moncada e che portò al rovesciamento di Fulgencio Batista.

## Infanzia e giovinezza
Nacque il 25 giugno 1841 a Santiago di Cuba, nel dipartimento orientale. Suo padre, Narciso Veranes, un liberto, non volle riconoscere i figli, quindi Guillermón ebbe l'unico cognome della madre Dominga Moncada. Da bambino imparò a leggere e scrivere e in seguito divenne uno scrittore. Da giovane fece il falegname, mestiere con il quale riuscì a guadagnarsi da vivere.

## Guerra dei dieci anni (1868–1878)
I suoi compagni d'armi lo chiamavano Guillermón, per la statura e il coraggio in battaglia. Figlio di una famiglia nera molto povera, fu tra i primi ad entrare nelle file degli insorti nel 1868 e, grazie al suo coraggio, raggiunse il grado di generale di brigata dell'Esercito di Liberazione.
Il generale Máximo Gómez ha detto di lui: "ha capacità di leadership e una grande capacità strategica".

## La piccola guerra, prigionia in Spagna e altre azioni
Nonostante fosse stato uno dei protagonisti degli eventi di Santiago di Cuba, il 26 agosto 1879, quando iniziò la piccola guerra, non vi si unì fino a quattro giorni dopo aver attaccato lo zuccherificio La Borgita.
Calixto García Iñíguez, in qualità di presidente del Comitato Rivoluzionario Cubano, lo nominò capo delle forze del centro e del sud della provincia d'Oriente, con il grado di maggiore generale.
Combatté alcune azioni nella provincia di Guantánamo, capendo che la battaglia sarebbe stata persa, insieme all'allora generale di brigata José Maceo, portò a termine l'Accordo Confluentes, attraverso il quale capitolò il 2 giugno 1880.
Dopo essersi imbarcato per la Giamaica, gli spagnoli lo catturarono a tradimento in alto mare e lo portarono a Porto Rico, da dove fu inviato in Spagna e nelle Isole Baleari. Nel 1886 fu amnistiato. Tornò a Santiago di Cuba il 22 settembre dello stesso anno.
Partecipò ai preparativi del piano Gómez-Maceo (1884-1886), nelle sue fasi finali, e alla congiura Paz del Manganeso (1890). A causa delle sue attività sovversive, dal 1º dicembre 1893 al 1º giugno 1894, il regime spagnolo lo tenne rinchiuso nella caserma Reina Mercedes di Santiago di Cuba (successivamente rinominata Caserma Moncada).

## Inizio della guerra del 1895 e morte
Due giorni prima del 24 febbraio 1895, Guillermón, consapevole dell'ordine di insorgere, si recò in montagna in compagnia di Rafael Portuondo Tamayo, un illustre giovane di Santiago di Cuba, poi generale della rivoluzione.
José Martí lo nominò capo della provincia più orientale del paese durante la preparazione alla guerra del 1895. Dopo aver dato l'ordine di insorgere in quella provincia, Guillermón si diresse verso Alto Songo, dove si sollevò all'alba del 24 febbraio.
Con i polmoni distrutti dalla tubercolosi dopo anni duri nelle carceri spagnole, il generale Moncada morì il 5 aprile 1895. Le sue spoglie riposano nel Cimitero di Santa Ifigenia, nella città di Santiago di Cuba.

## Memoria
In suo onore, è stata intitolata la caserma Moncada e l'Estadio Guillermón Moncada.